# 헥터돌고래
헥터돌고래(흰머리돌고래, Cephalorhynchus hectori)는 흑백돌고래속의 4종중 가장 잘 알려져 있는 종이다. 몸길이는 1.4미터로 고래목중에서는 가장 작은 편에 속한다. 헥터돌고래는 제임스 헥터의 이름을 따 붙여졌다. 그는 웰링턴에 있는 박물관인 현재 테파파 박물관의 관장이었으며, 처음으로 이 종의 표본을 살펴본 사람이다.
뉴질랜드의 북섬의 북서지역에 사는 개체군은 아종으로 여겨진다.

## 아종
- Cephalorhynchus hectori hectori
- 마우이돌고래 (Cephalorhynchus hectori maui)

## 같이 보기
- 멸종위기종
- 고래류의 종 목록